# Merhynchites bicolor
Merhynchites bicolor là một loài bọ cánh cứng trong họ Rhynchitidae. Loài này được Fabricius miêu tả khoa học năm 1775.